# Sucha Żyrardowska
Sucha Żyrardowska – jeden z dwóch przystanków kolejowych (drugi to Jesionka) w Jesionce, w województwie mazowieckim, w Polsce.

## Ruch pasażerski[1]
| Rok  | Wymiana pasażerska na dobę | Miejsce w Polsce |
| ---- | -------------------------- | ---------------- |
| 2017 | 500-699                    | bd.              |
| 2018 | 300-499                    | bd.              |
| 2019 | 700-999                    | 382.             |
| 2020 | 300-499                    | 387.             |
| 2021 | 500-699                    | 387.             |
| 2022 | 500-699                    | 427.             |
| 2023 | 700-999                    | 451.             |
| 2024 | 700-999                    | 482.             |

## Nazwa
Nazwę przystanku utworzono od przepływającej w pobliżu rzeki Sucha, i pobliskiego miasta powiatowego, Żyrardowa

## Połączenia
| Przewoźnik         | Linia | Trasa                                                 |
| ------------------ | ----- | ----------------------------------------------------- |
| Koleje Mazowieckie | R1    | Warszawa Wschodnia - Sucha Żyrardowska - Skierniewice |